# Harald Kråkenes
Harald Kråkenes   (Fana, 8 de juliol de 1926 - Voss, 14 de novembre de 2004) fou un remer noruec que va competir durant les dècades de 1940 i 1950. Era germà dels també remers Thorstein i Sverre Kråkenes.
El 1948 va prendre part en els Jocs Olímpics de Londres, on guanyà la medalla de bronze en la prova del vuit amb timoner del programa de rem. Quatre anys més tard, als Jocs de Hèlsinki, quedà eliminat en semifinals en la prova del quatre sense timoner del programa de rem. El 1960, a Roma, disputà els seus tercers i darrers Jocs, on quedà eliminat en semifinals de la competició del doble scull.
En el seu palmarès també destaca una medalla de bronze en el quatre sense timoner al Campionat d'Europa de 1949.